# Beilschmiedia assamica
Beilschmiedia assamica är en lagerväxtart som beskrevs av Carl Daniel Friedrich Meisner. Beilschmiedia assamica ingår i släktet Beilschmiedia och familjen lagerväxter. Inga underarter finns listade i Catalogue of Life.